# 国家足球训练基地
国家足球训练基地（National Football Training Center），又称中国足球协会训练基地、香河基地，中国唯一的国家级足球训练基地，位于河北省廊坊市香河县，占地面积约200.3亩。该基地由中国足协自筹资金于1999年7月开建，2002年9月8日建成。主要负责各级国家队集训，中国足协与国家体育总局等单位的会议和培训工作，并承接足球赛事及足球队集训工作。